# بیلی گیلمن
ویلیام وندل گیلمن (به انگلیسی: William Wendell Gilman III) (زادهٔ ۲۴ مه ۱۹۸۸ در هوپ ولی، رود آیلند) یک خوانندهٔ آمریکایی است که در نوجوانی به شهرت رسید. وی در ۲۰ نوامبر ۲۰۱۴ اعلام کرد که همجنس‌گراست.